# Borač (predio)
Borač je predio u gornjem toku Neretve (Gornje Neretve). Prostrano je područje. Dijeli se na Gornji i Donji Borač.
Na padinama Zelengore izvire Neretva i teče uzdužnom dolinom vratolomno strmim vododerinama do utoka Rame. Borač je prvi dio te doline, do sela Uloga. Tu je skup sela. Nalaze se na tromeđi Bosne, Hercegovine i Crne Gore: Luka, Žurovići, Šumići, Bundići, Soderi, Šipovica, Melečići, Sambelići, Počelj, Mjedenik na visini od 900 do 1200 metara.
Pripada sjevernom dijelu nevesinjske župe Uznesenja Blažene Djevice Marije. U Borču je nekad bio bio veći broj Hrvata katolika. 
Zbog poboljšanih uvjeta bh. katolicima na prijelazu 19. u 20. stoljeće, broj katoličkih vjernika snažno je narastao i u ovom kraju Gornje Neretve pa je katoličke školske djece bilo toliko da se od mjesnoga biskupa tražilo i stalnog kateheta, koji bi ujedno i bio stalni svećenik u ovom kraju.
Katolici s područja Borča (Klinja, Ulog, Cerova, Baketa, Boljuni, Obadi, Obalj, Tomišlja, Kladovo Polje) htjeli su sagraditi 1913. crkvu za ovaj dio nevesinjske župe. Mostarsko-duvanjski biskup im je 9. kolovoza te godine izdao dozvolu. Odbor za gradnju čiji su članovi bili ovdašnji katolici predvidio je da crkva bude posvećena sv. Petru. Premda su u međuvremenu blagoslovljeni temelji i građa za crkvu, izbijanje Prvoga svjetskog rata i kasnije nesuglasice s mjesnom vlašću, do daljnjega su odgodile njezinu gradnju. Katolička zajednica bila je toliko brojna da su bez obzira na nepovoljne prilike za katolički puk između dvaju svjetskih ratova 24. siječnja 1929. godine ovdašnji katolici zatražili i utemeljenje zasebne župe u koju bi se ušla sva naselja Borča (Ulog, Klinja, Obalj, Obrnja, Tomišlja, Kladovo Polje, Cerova, Obadi, Baketa, Jablanići, Kovačići, Milarevo...) i mjesto Kalinovik. Katolici su u Borču u crkvenim zabilješkama registrirani i polovicom 19. stoljeća. Humljaci s 20. stoljeća dosta su naselili po gornjim predjelima nevesinjskog kotara, a posebice po Borču. Tada su sela Donjeg Borča pripadala su uloškoj općini koja je onda postojala, dok su sela Gornjeg Borča pripadala općini Gackom. Hrvata nije bilo u Gornjem Borču, dok su u mnogim selima Donjeg Borča Hrvati živjeli na svojim imanjima.
1934. godine udovoljeno je i odlučeno je da se za katolike ovog dijela nevesinjske župe gradi crkva u Ulogu, iste godine formiran je odbor za prikupljanje milodara i crkva sv. Ane izgrađena je 1937., i 9. rujna iste godine blagoslovljena. Do Drugoga svjetskog rata ovaj su kraj nastavale brojne obitelji Baketa, Bogdanovića, Konjevoda, Marića, Papaca, Previšića, Raguža, Šutala, Vuletića...
Rijeka Neretva od izvora na 1227 metara nadmorske visine sa zapadne strane sedla Gredelj – planine Jabuka, teče kroz Borač u kojem je i selo Ulog. U Borču je dolina ižlijebljena, dubine 500 do 600 metara, nema većih pritoka zbog relativno malog slivnog područja.

## Vanjske poveznice
- Župa Uznesenja BDM, Nevesinje Stare fotografije Uloga i Borča
- Fondacija Ruđer Bošković Donja Hercegovina[neaktivna poveznica] Hrvati su nestali iz Borča, 28. srpnja 2004.